# Kinga Zbylut
Kinga Zbylut, geborene Mitoraj (* 10. April 1995 in Zakopane), ist eine ehemalige polnische Biathletin.

## Karriere
Nach einigen Erfolgen in der Jugend gab Kinga Zbylut im Dezember 2014 in Hochfilzen ihr Weltcupdebüt im Sprint, in dem sie Rang 79 belegte. Erstmals wurde sie in der Weltcupsaison 2018/19 einer breiteren Öffentlichkeit bekannt, nachdem sie in den Saisons 2014/15 und 2017/18 ohne Punkte geblieben war, 2015/16 2 Punkte erreichte und 2016/17 einen Punkt. In dieser Saison aber belegte sie mehrfach Plätze unter den besten 40, überraschte dabei mit einem 8. Platz beim Sprint in Nové Město na Moravě und ließ dabei unter anderem Dorothea Wierer hinter sich.
Sie nahm für Polen an den Biathlon-Weltmeisterschaften 2019 in Östersund teil, kam aber im Sprint nicht unter die besten 60, so dass sie nicht am Verfolgungswettkampf teilnehmen durfte. Mit der polnischen Mixed-Staffel belegte sie Platz 9. Im besagten Jahr war sie zudem hinter Monika Hojnisz als 54. zweitbeste Polin im Gesamtweltcup.
Auch in den folgenden beiden Jahren war Zbylut im Weltcup und den polnischen Damenstaffeln gesetzt. Ihr bestes Resultat war der 14. Rang im Sprint von Hochfilzen im Dezember 2019. Sie bestritt zudem die Heim-EM 2021 in Duszniki-Zdrój. In der Mixed-Staffel wurde sie mit ihren Teamkollegen 13. und im Sprint als zweitbeste Polin 32. In der Verfolgung ging sie nicht an den Start.
In der Saison 2021/22 bestritt sie nur sieben Weltcuprennen, nahm allerdings an den Olympischen Spielen 2022 in Peking teil. Im Einzelrennen wurde sie mit drei Strafminuten 55. und im Sprint mit zwei Strafrunden 69. Mit der Damenstaffel und ihren Teamkolleginnen Hojnisz-Staręga, Kamila Żuk und Anna Mąka verpasste sie als 14. die Top 10.
Ihr letztes Weltcuprennen war im März 2022 die Mixed-Staffel von Otepää, in der ihre Mannschaft kurz vor Ziel auf Platz 16 liegend überrundet wurde. Danach bestritt Kinga Zbylut keine internationalen Rennen mehr und gab im August 2023 ihr Karriereende bekannt.
Vor ihrer Hochzeit im Sommer 2018 startete sie unter ihrem Mädchennamen Kinga Mitoraj.